# Dublin City Library and Archive
Die Dublin City Library and Archive (auch bekannt als Gilbert Library, irisch Leabharlann agus Cartlann Bhaile Átha Cliath) wurde 1909 in Dublin eröffnet und steht unter Denkmalschutz (Nummer: 6514).

## Geschichte
Entworfen vom Architekten C.J. McCarthy wurde das Bibliotheksgebäude um 1900 in der 138-144 Pearse Street in Dublin erbaut und 1909 als Gilbert Library eröffnet. Rund 100 Jahre später wurde das Gebäude noch einmal erweitert. Für die Originalfassade wurde Mount Charles Kalk-Sandstein verwendet. Um die Fassade hervorzuheben, wird diese nachts mit Flutlicht angestrahlt. Architektonische Besonderheiten sind die palladianischen Fenster über dem Eingang und der Portikus. Die Gilbert Library ist eine klassische Bibliothek, beherbergt aber auch das Stadtarchiv.